# Jan Hoorn
Jan Hoorn (Kerkenveld, 28 februari 1907 – Zoetermeer, 5 mei 1945) was een Nederlandse verzetsstrijder in de Tweede Wereldoorlog. 

## Biografie
Hoorn werd geboren in het Drentse dorp Kerkenveld als zoon van Jan Hoorn en Roelofje Faken. Hij trouwde op 7 maart 1936 in Hoogeveen met de dan 23-jarige Margje Olde. In de huwelijksakte werd zijn beroep vermeld als timmerman. Margje overleed op 22 juni 1939.

### Tweede Wereldoorlog
Het is onbekend wanneer en waarom Hoorn in Zoetermeer terecht is gekomen, maar op 30 december 1942 hertrouwde Hoorn in Zoetermeer met Cornelia Johanna van Reeuwijk (1909-1975).
Hoorn maakte tijdens de Tweede Wereldoorlog deel uit van het ‘Strijdend Gedeelte’ (SG) van de Binnenlandse Strijdkrachten (BS). 

### Schietpartij in de Dorpsstraat
Op vrijdagavond 4 mei 1945 werd het bericht bekend van de overgave van nazi-Duitsland. De volgende ochtend kwam vanuit het districtskantoor van de BS in Delft het bevel om bovengronds te gaan. Het was de bedoeling om NSB'ers en andere landverraders te arresteren, om zo een bijltjesdag te voorkomen.
De leden van het Strijdend Gedeelte van de BS, onder wie Jan Hoorn, Cornelis van Eerden en een grote groep anderen, verzamelden zich bij de Openbare School aan de Dorpsstraat, waar wapens en orders werden uitgedeeld. In een gebouw aan de overkant van de school bevonden zich nog Duitse troepen. Rond 13:00 uur gingen geruchten dat de Duitsers de school zouden aanvallen om de BS te ontwapenen.
De pas aangestelde SG-commandant Piet van Driel gaf de opdracht de wapens te verstoppen, maar voordat dit volledig kon gebeuren, stormden 15 Duitse soldaten het schoolplein op. Veel BS-leden vluchtten naar de weilanden achter de school, maar werden onder vuur genomen. De BS-leden die niet vluchtten werden juist ongemoeid gelaten.
Jan Hoorn en Cornelis van Eerden werden dodelijk getroffen. Andere BS-leden werden door de Duitsers gevangen genomen maar de volgende ochtend vrijgelaten. De Duitse troepen vertrokken hierna naar Duitsland.

### Nasleep
Jan Hoorn en Cornelis van Eerden werden enkele dagen later tijdelijk begraven op de begraafplaats achter de Oude Kerk. Op 31 oktober 1945 werden zij, samen met Jacob Leendert van Rij en John McCormick herbegraven in een eregraf bij de Oude Kerk. Het bedrag voor de begrafenis en het pensioen voor de weduwen, ruim 50.000 gulden, werd binnen twee maanden door de inwoners van Zoetermeer bij elkaar gebracht.

## Eerbetoon
- Zijn naam staat vermeld op de Erelijst van Gevallenen 1940-1945.[9]
- In 1948 werd een nieuwe straat in Zoetermeer naar hem vernoemd; de Jan Hoornstraat.[8]
- Op 2 april 2025 werd in de Molenstraat in Zoetermeer een Stolperstein voor Jan Hoorn geplaatst. [10][11]